# Cyrnus solutus
Cyrnus solutus är en nattsländeart som beskrevs av Navás 1916. Cyrnus solutus ingår i släktet Cyrnus och familjen fångstnätnattsländor. Inga underarter finns listade i Catalogue of Life.